# EDGE
EDGE, EGPRS, IMT-SC, (angleško Enhanced Data rates for Global Evolution, dob. 'izboljšane vrednosti hitrosti prenosa za globalni napredek', nadgradnja GPRS) je tehnologija 3. generacije tehnologije mobilnih telefonov, ki omogoča hiter prenos podatkov do 236 kbit/s ter je združljiva s starejšim standardom GSM. Tehnologija se uvršča med radijske tehnologije ter je del definicije 3G ITU. EDGE je bil v omrežjih GSM uveden leta 2003.
EDGE z uvedbo naprednih metod kodiranja in prenosa podatkov zagotavlja večje hitrosti na istem radijskem kanalu, kar zmogljivost poveča za trikrat proti običajni povezavi GSM/GPRS. EDGE se lahko uporablja za katero koli paketno distribuirano aplikacijo, kot je internetna povezava.
V Sloveniji EDGE ponujajo operaterji A1, Telemach in Telekom Slovenije, pokritost države s to tehnologijo pa je presegla 85 %.